# Mowag

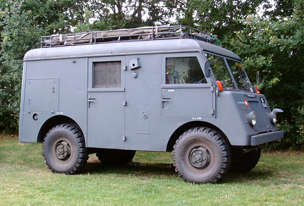
Un MOWAG militaire de transmission radio datant de 1957

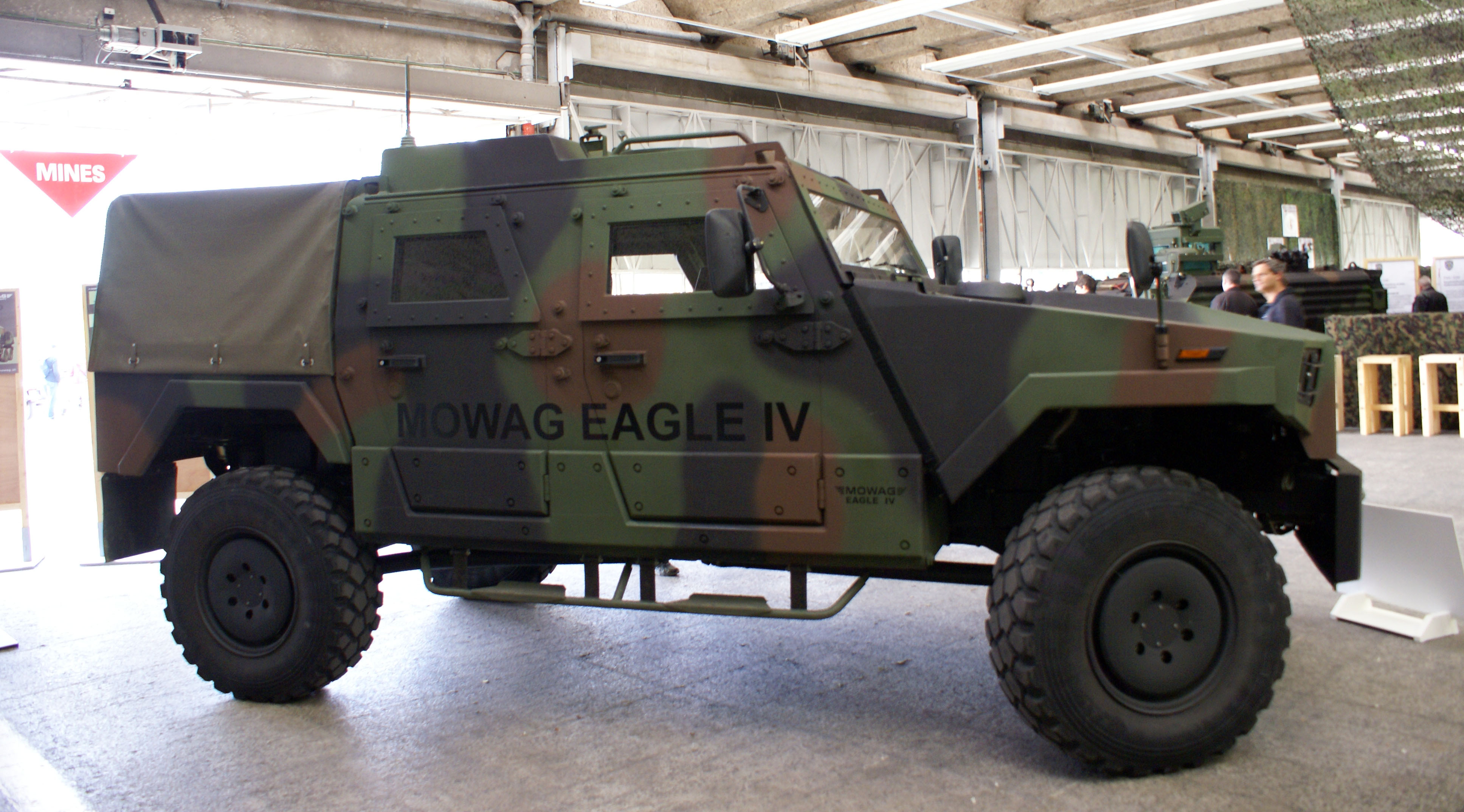
Mowag Eagle IV

MOWAG est une entreprise suisse qui conçoit et développe des véhicules à destination de l'industrie militaire. Depuis 2004, MOWAG fait partie de General Dynamics.

## Véhicules
- Piranha I-V (4x4, 6x6, 8x8, 10x10)
- Duro I-III (4x4, 6x6)
- Mowag DURO IIIP / GMTF (Geschützte Mannschaftstransportfahrzeuge) (6x6)
- Mowag Eagle I-V (4x4)

### Anciens produits
- Mowag Ortsdienstwagen (en)
- MOWAG-AEG (en)
- Bucher aircraft tractor (en)
- Mowag 4x4 armored reconnaissance vehicle (armored dummy) (en)
- Mowag Furgeon
- Mowag MR 8 (en)
- Mowag Grenadier
- Mowag Roland (en)
- Mowag Puma (en)
- Mowag Shark (en)
- Mowag Spy (en)
- Mowag Tornado infantry fighting vehicle (en) [2]
- Mowag Trojan infantry fighting vehicle (en)
- Mowag Mistral
- Mowag Pirat (en) [3]
- Mowag 3M1 Pirat (en)
- Jagdpanzer MOWAG Cheetah (en)
- [4]
- Mowag W200 [5]
- Mowag W300
- Mowag W500

## Galerie

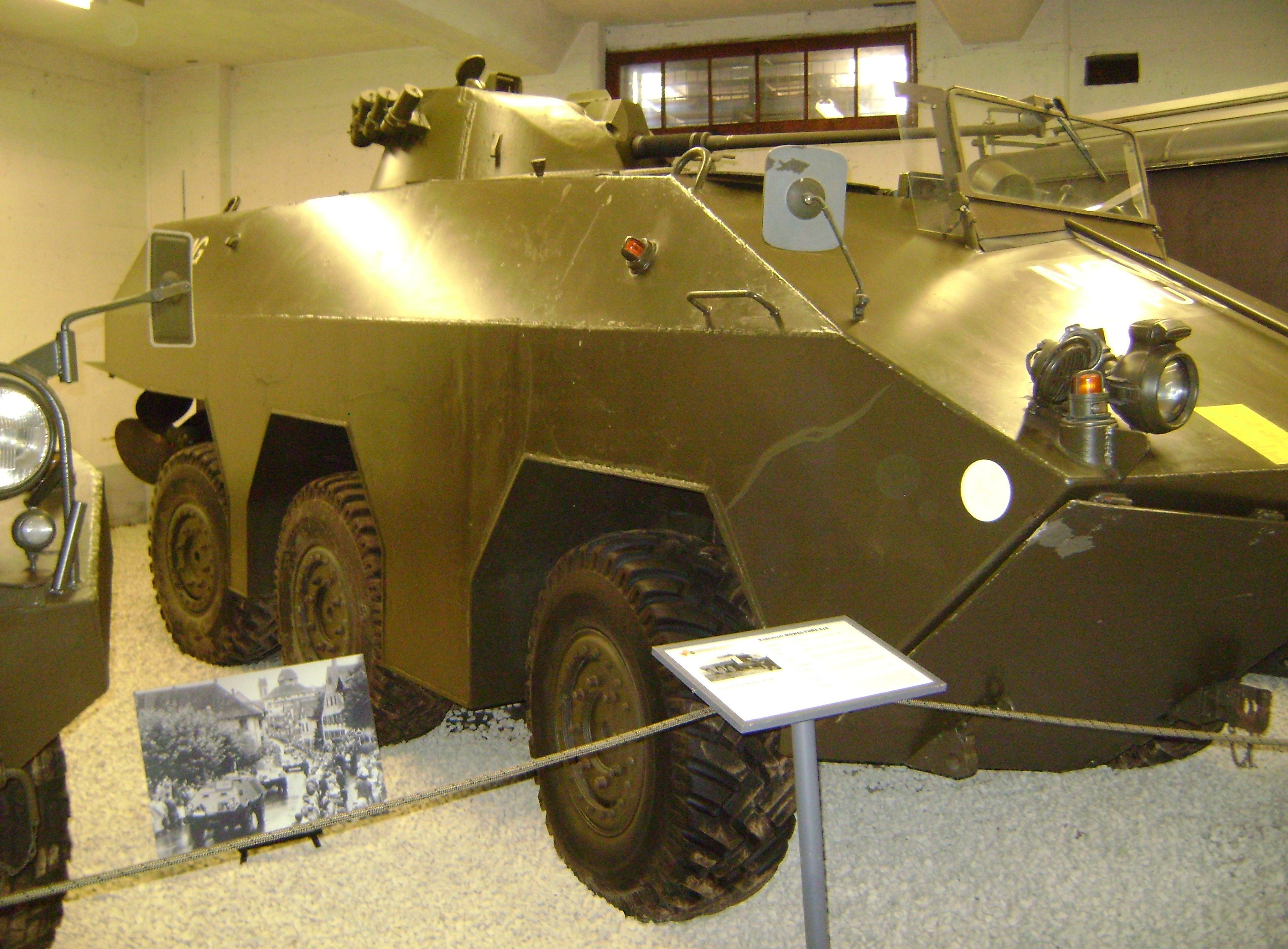
Mowag Puma
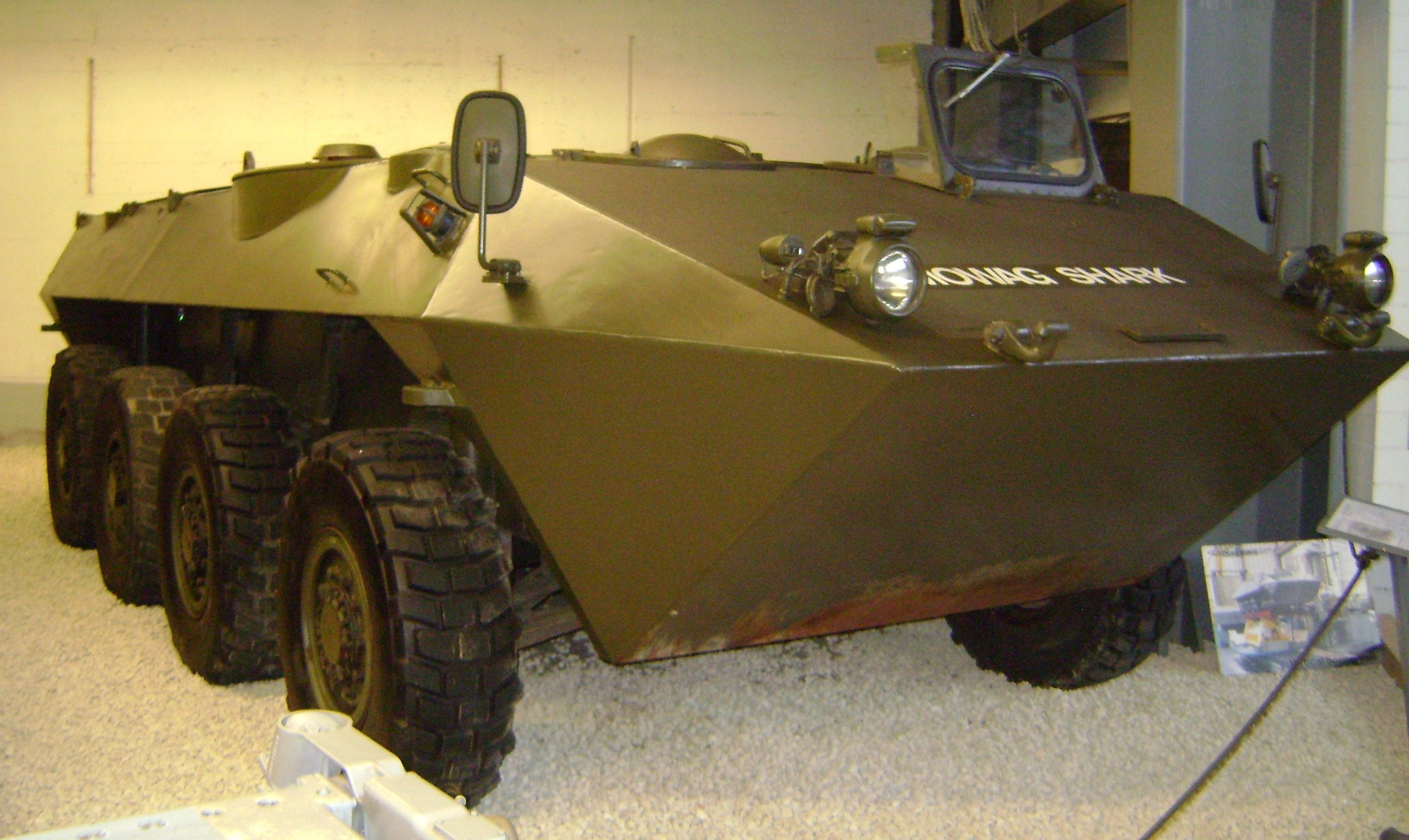
Mowag Shark
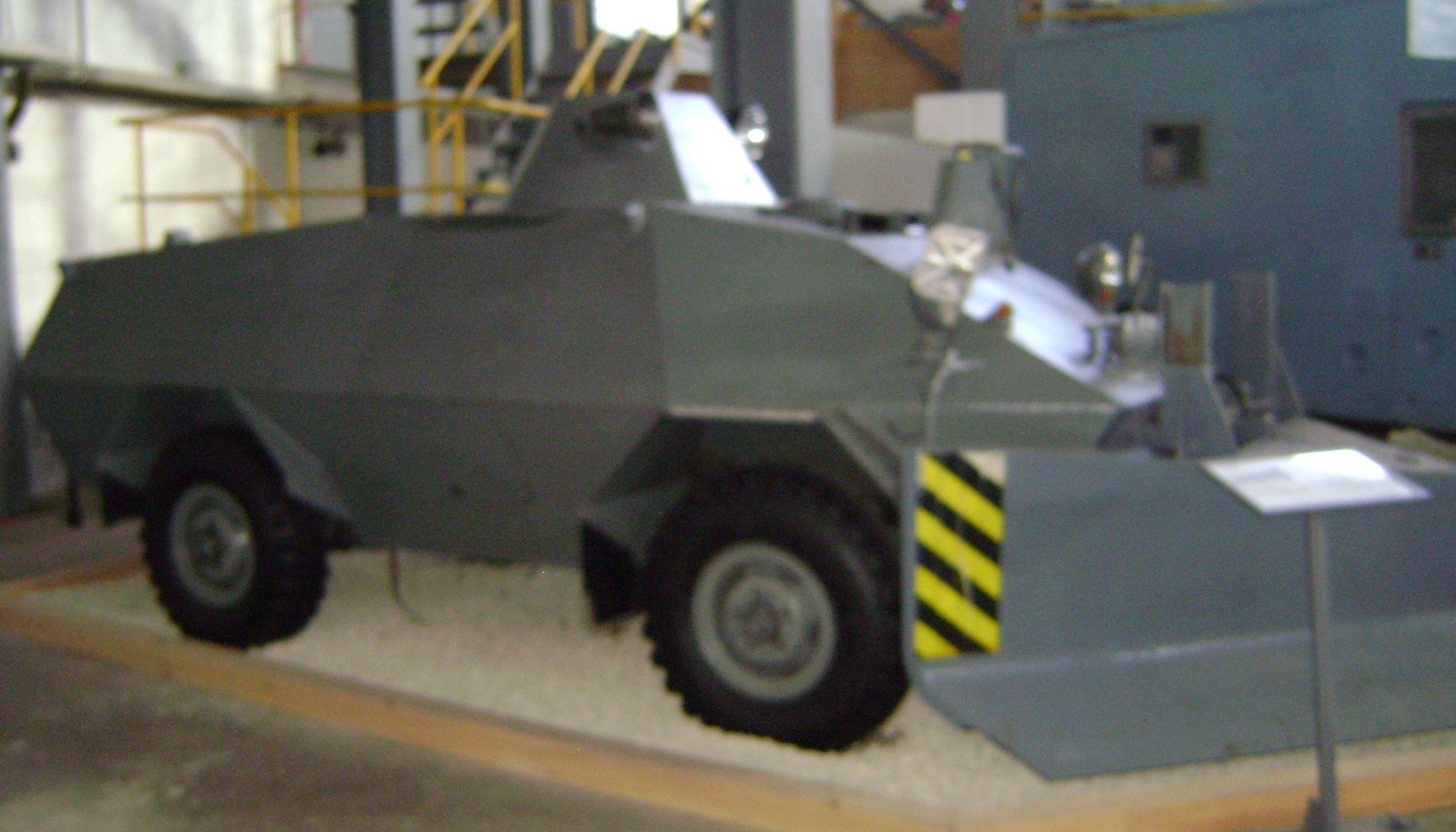
Mowag Police Roland
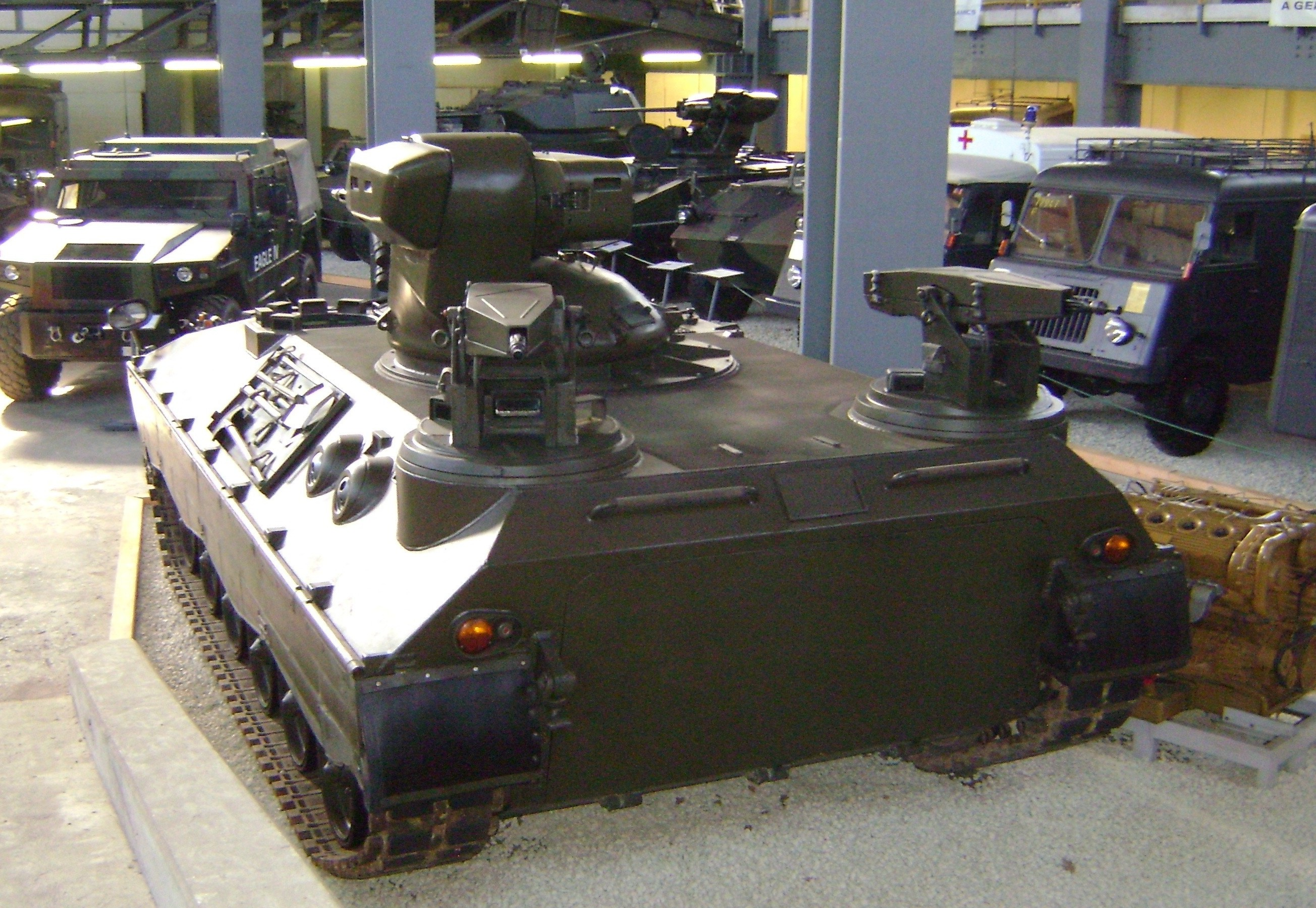
Mowag Tornado
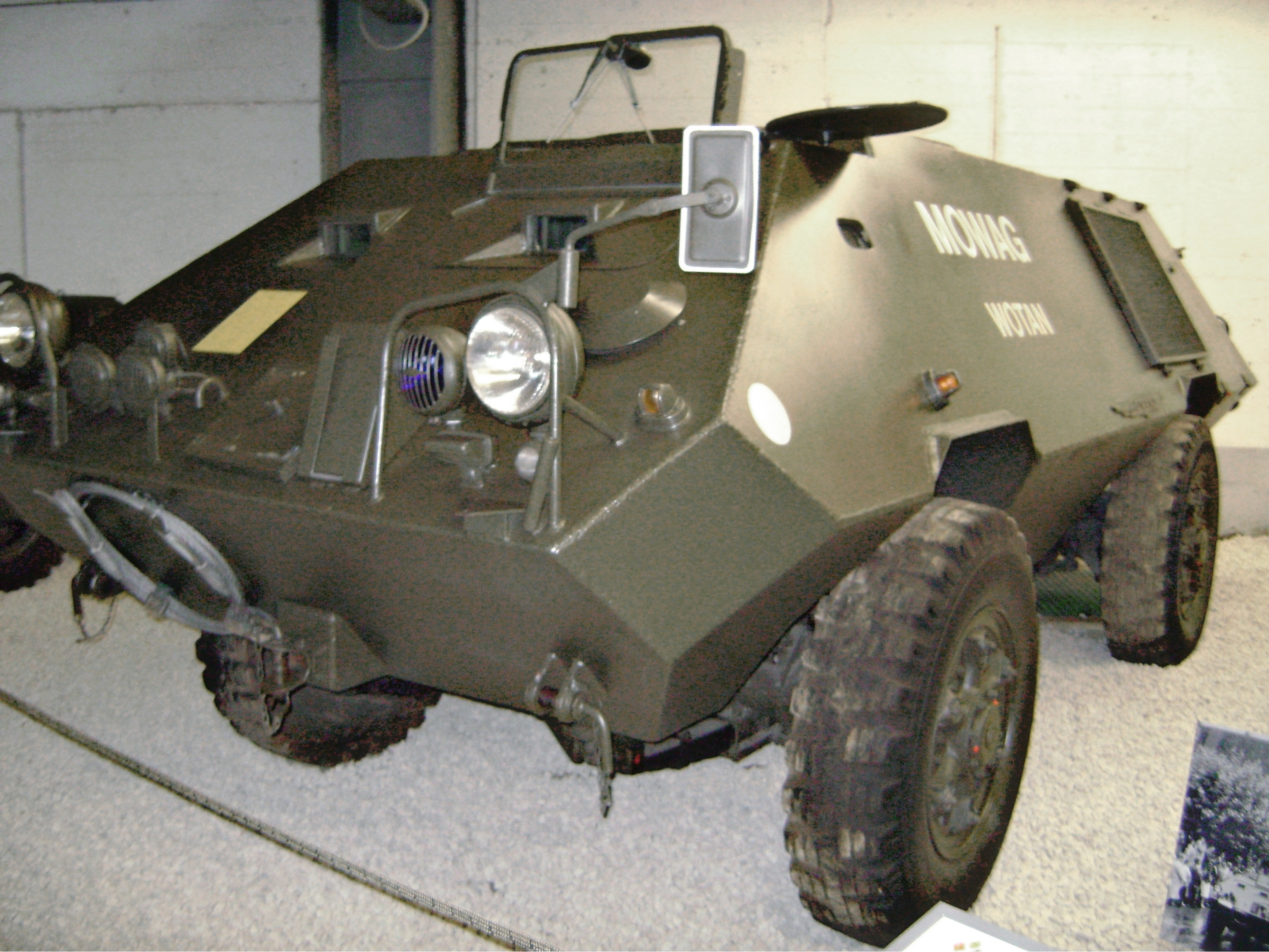
Mowag Wotan
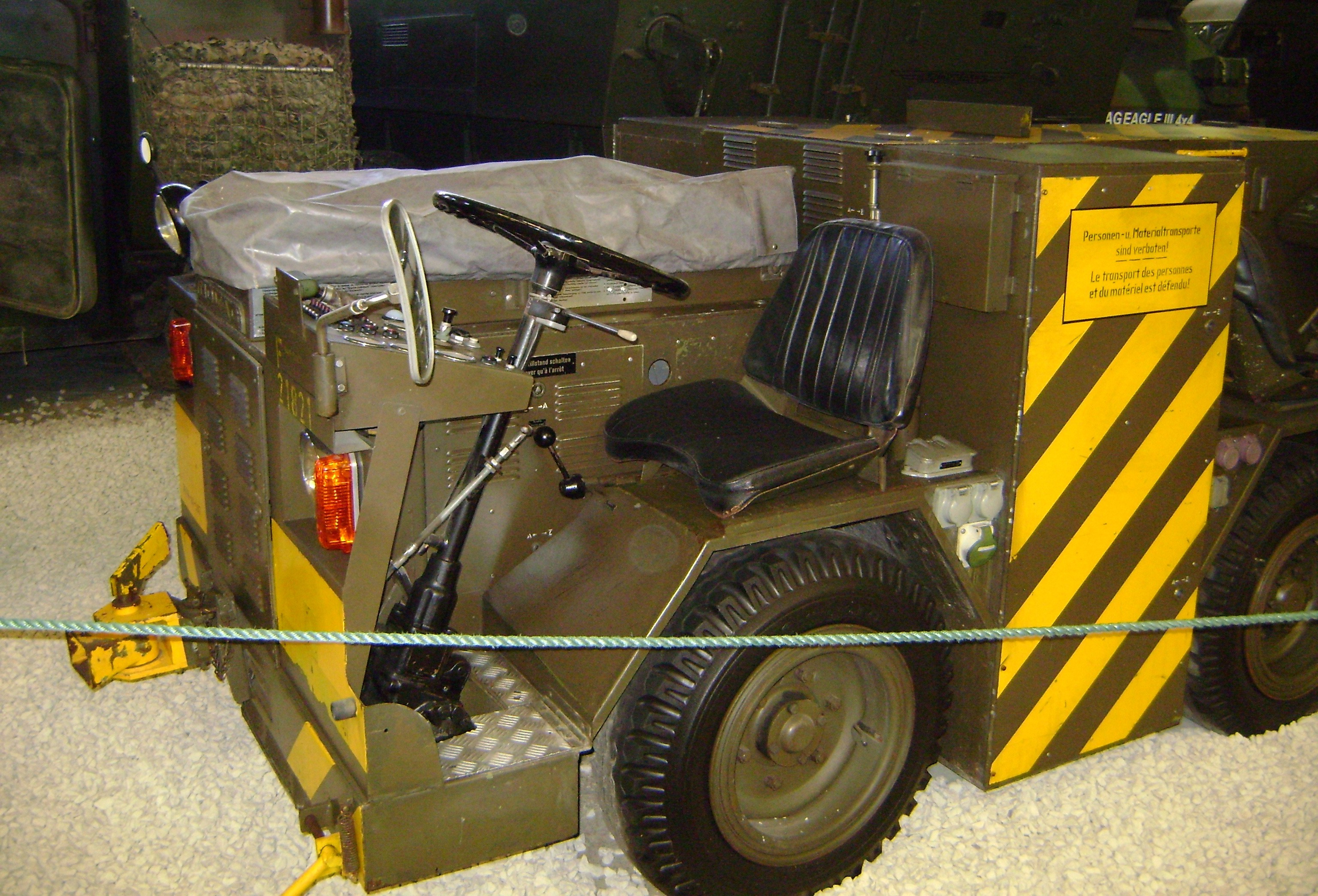
Remorqueur d'aviation Mowag-AEG pour Mirage IIIS & Mirage IIIRS
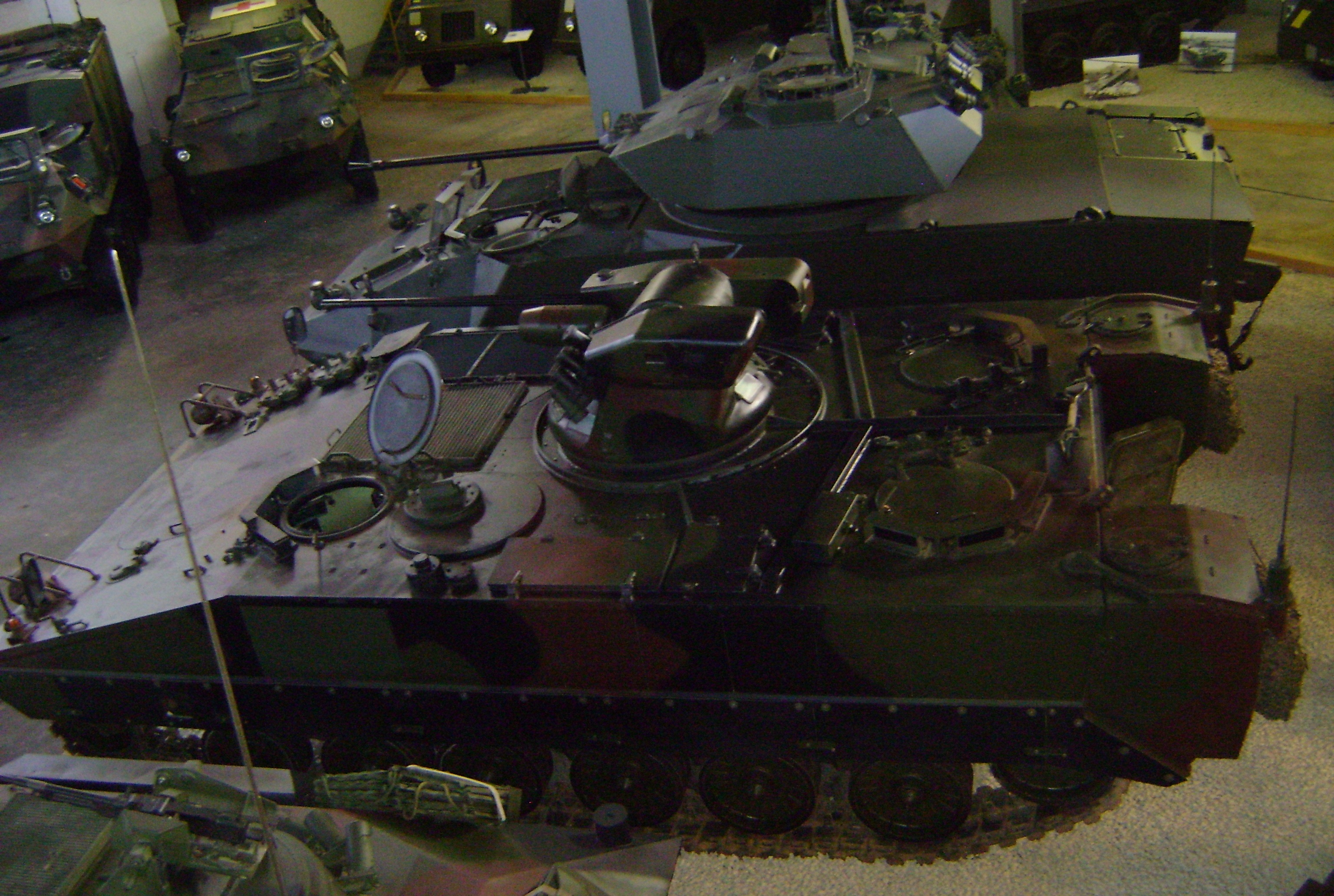
Mowag Trojan
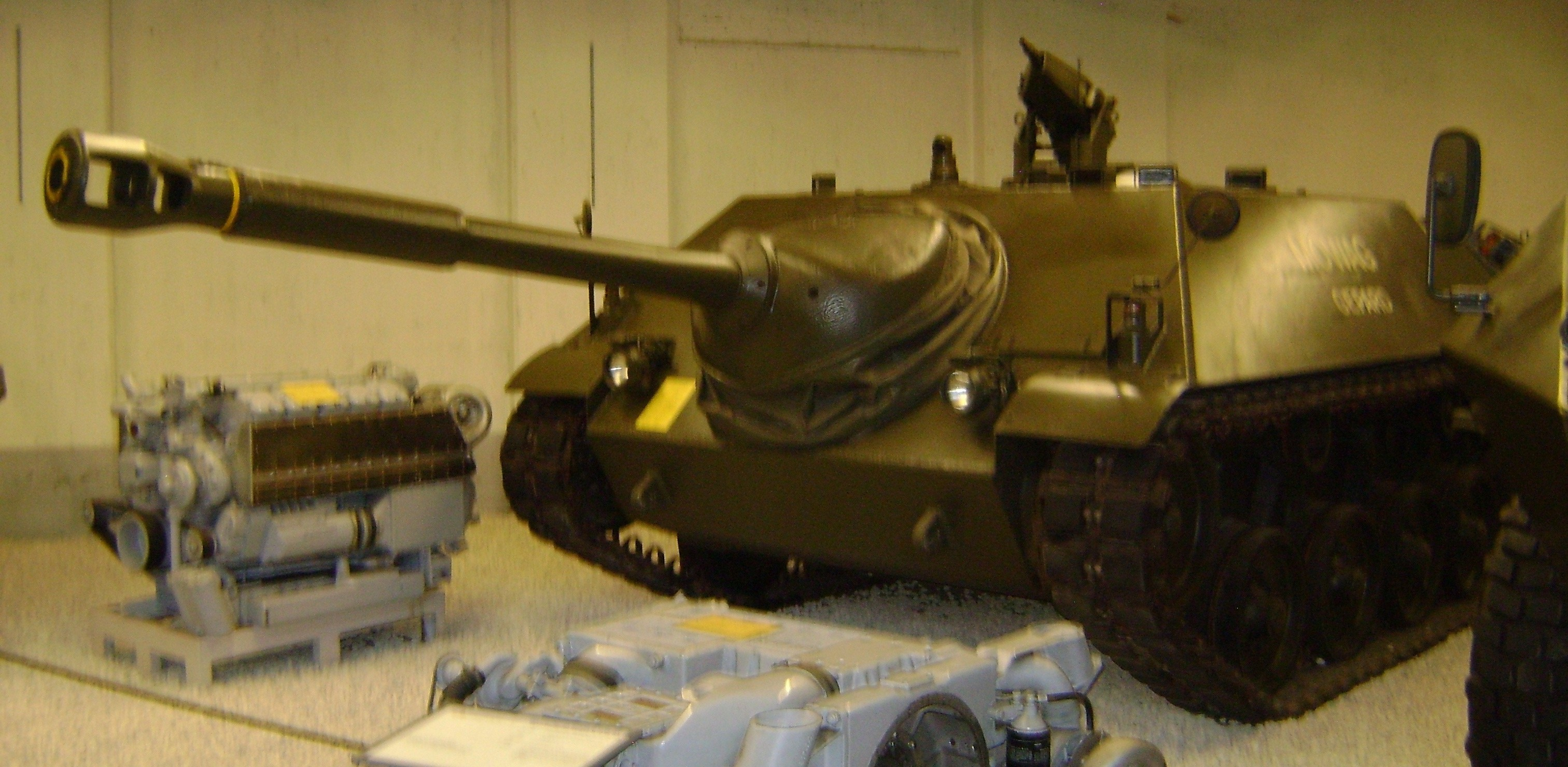
Mowag Gepard
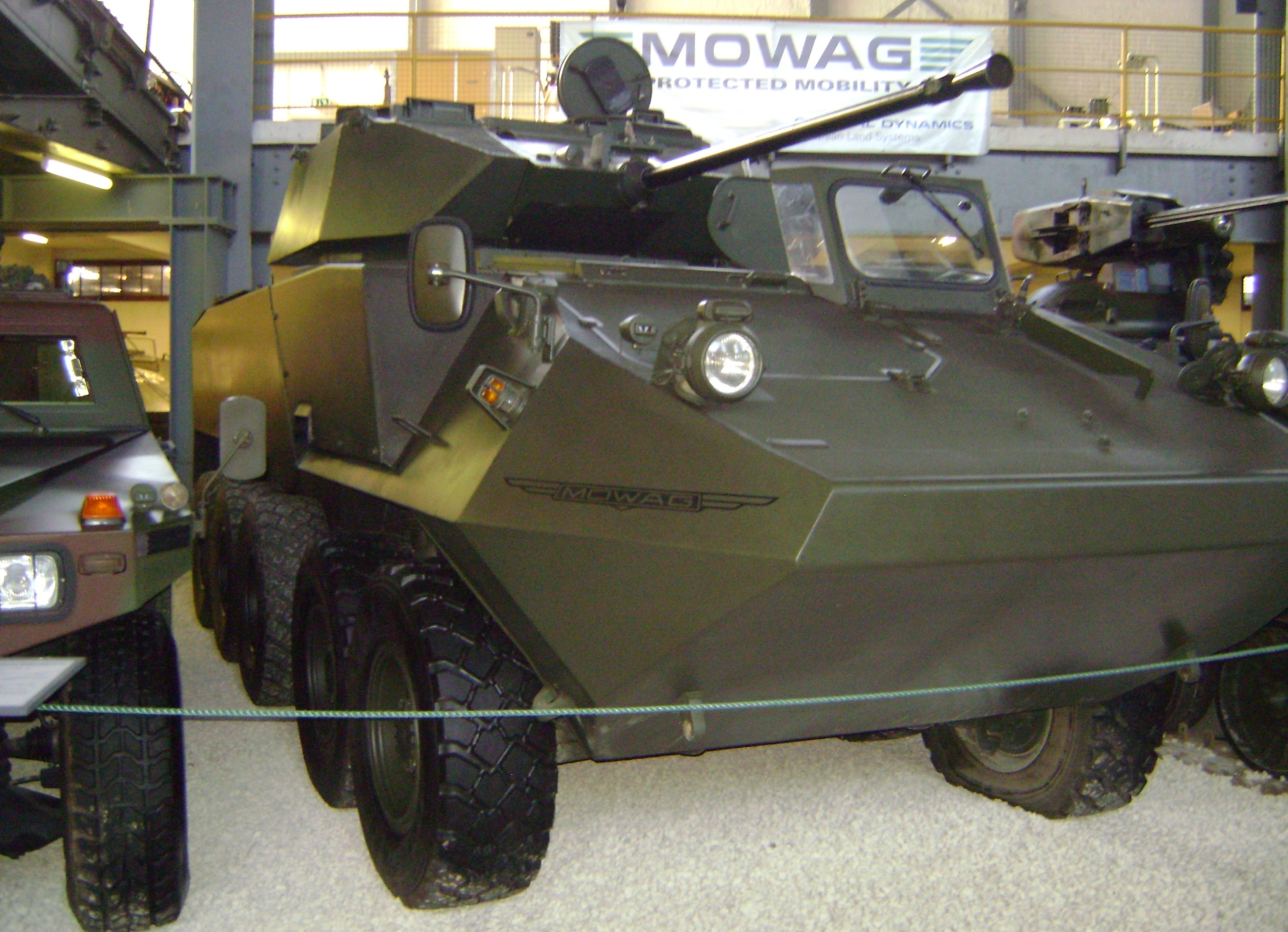
Mowag Piranha 10x10
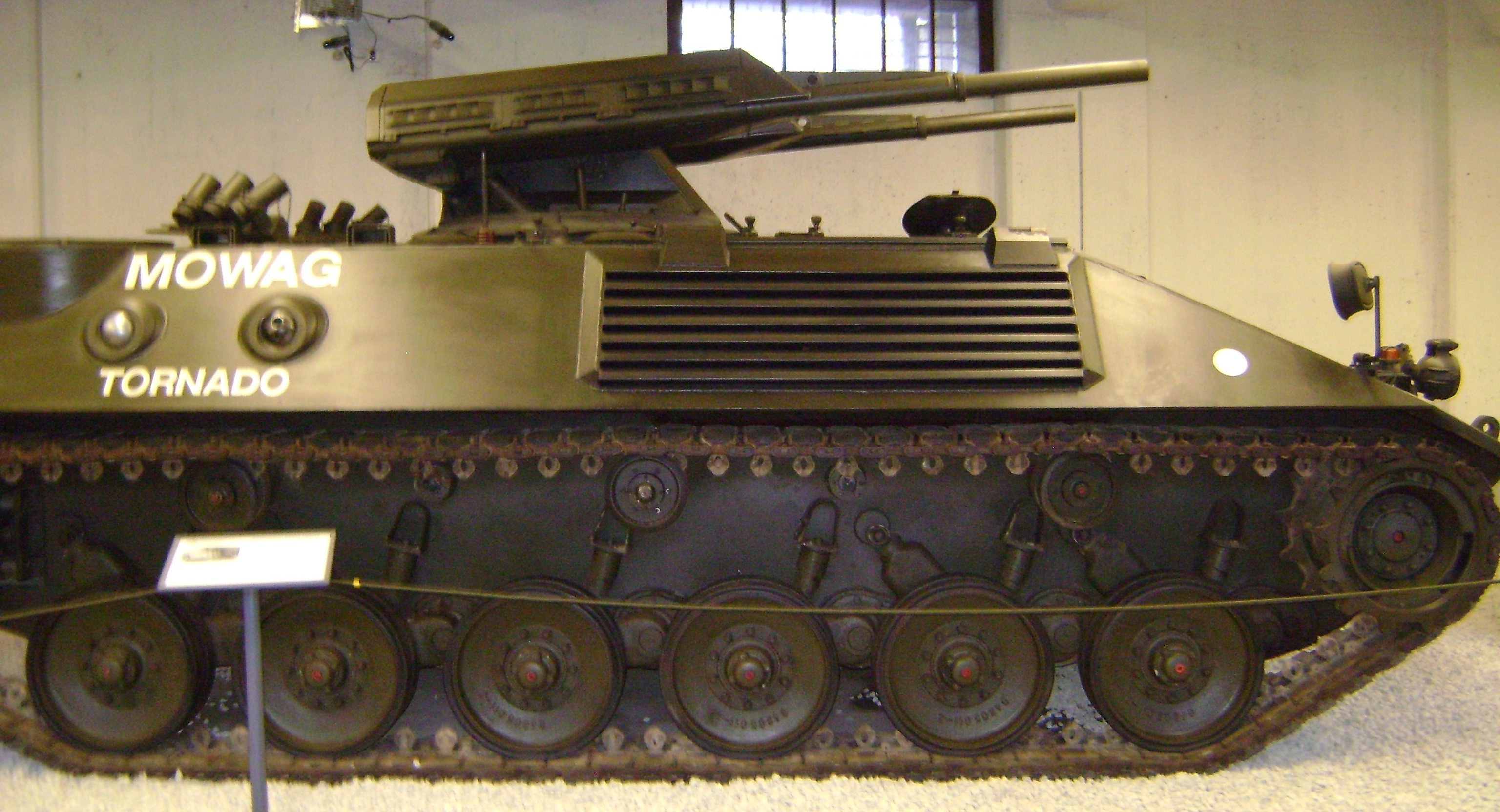
Mowag Tornado 2
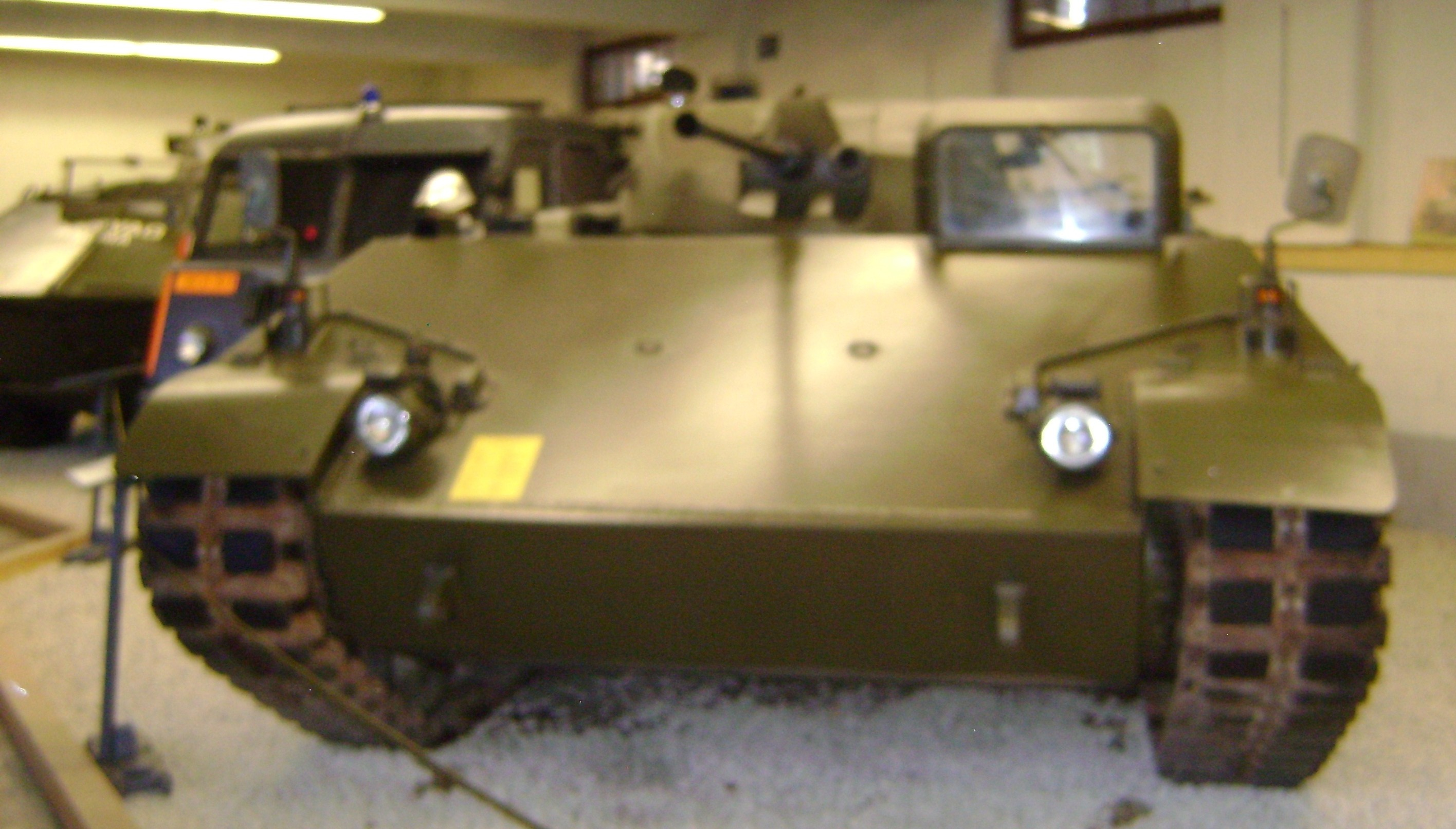
Mowag Taifun
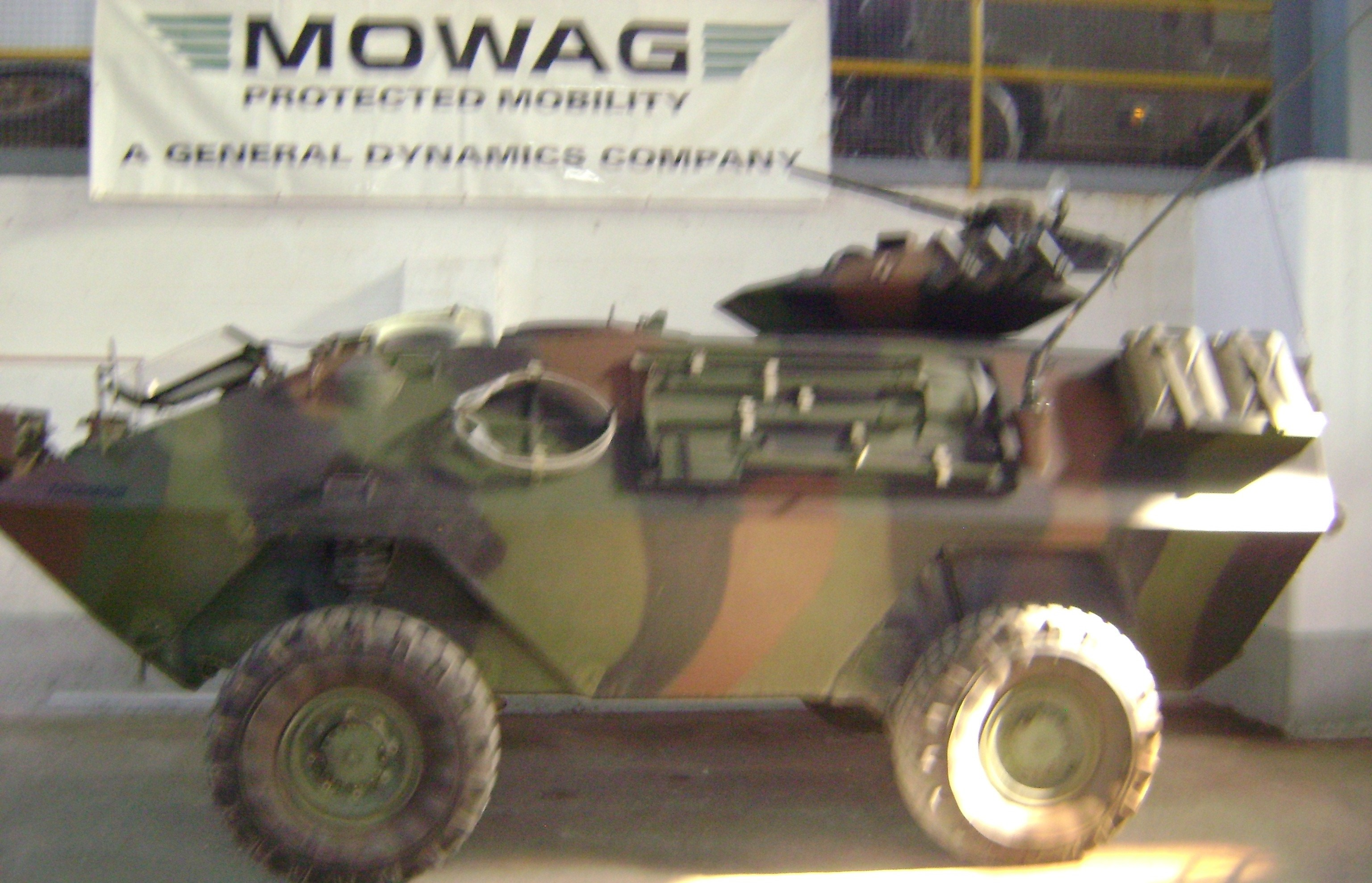
Mowag Piranha 4x4
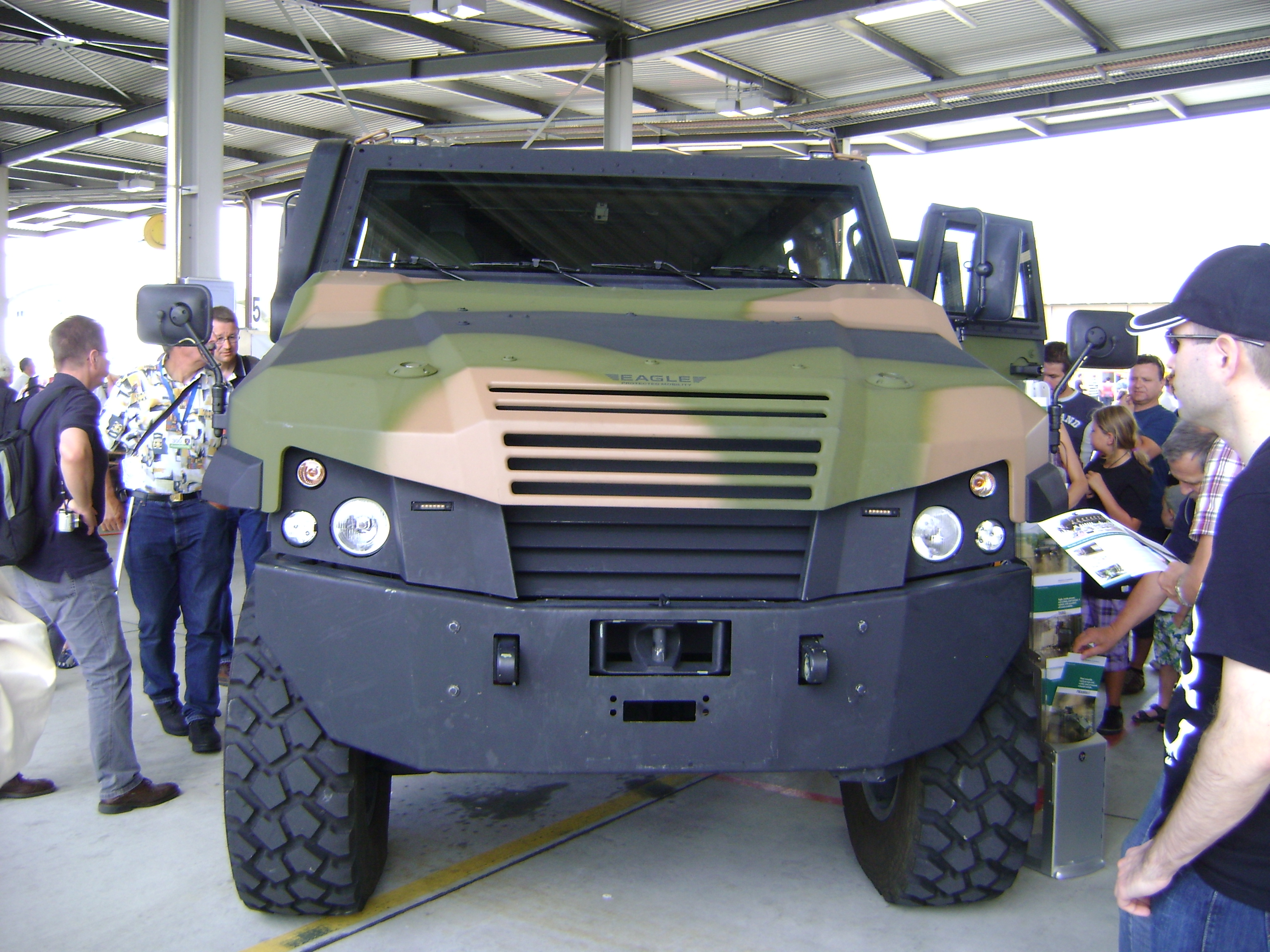
Mowag Eagle IV
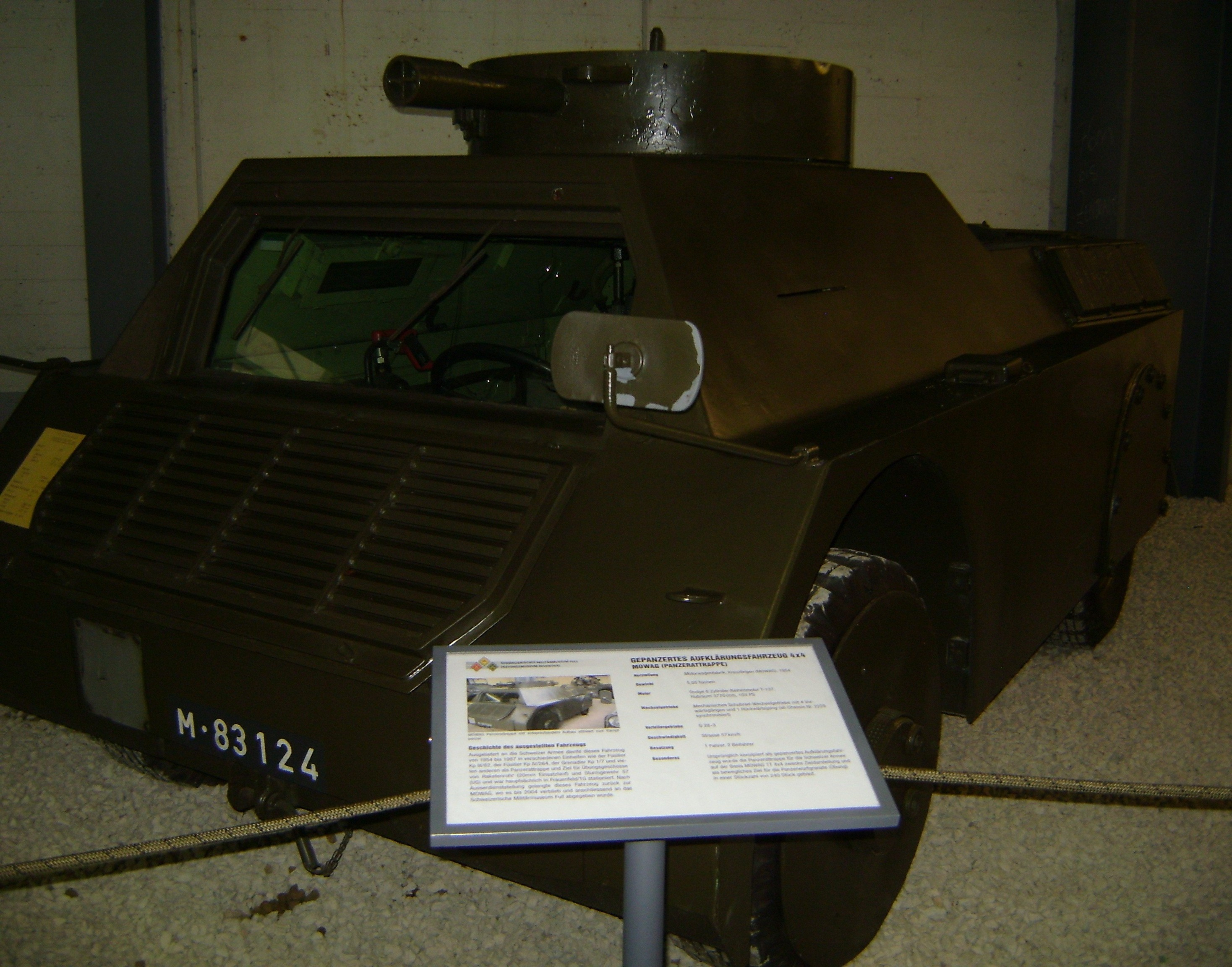
Mowag Panzerattrappe